# 阿赫贝格
阿赫贝格是德国巴登-符腾堡州的一个市镇。总面积12.92平方公里，总人口1666人，其中男性823人，女性843人（2011年12月31日），人口密度129人/平方公里。